# Gau Pommern

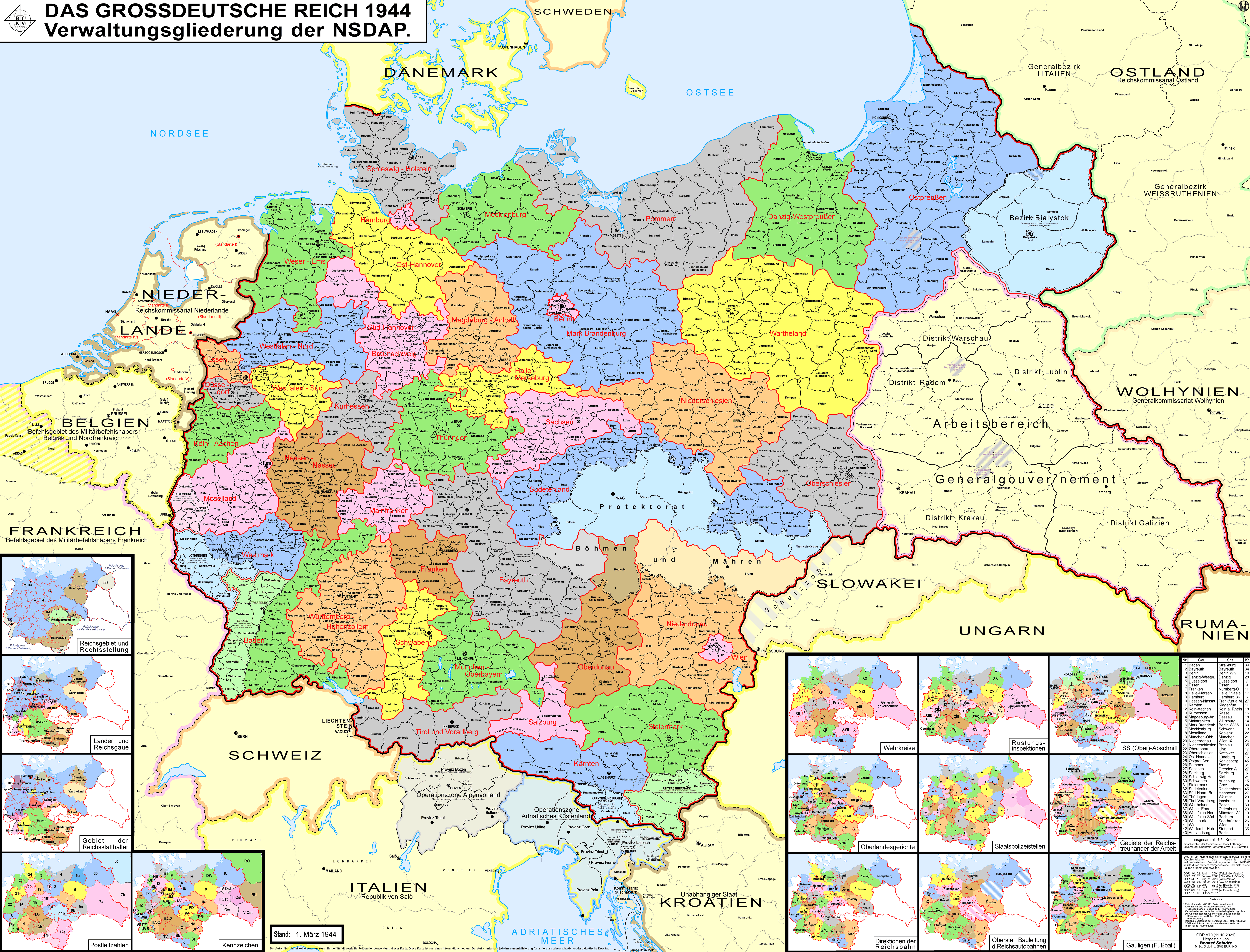
Gaue des Deutschen Reiches 1944

Der Gau Pommern war eine Verwaltungseinheit der NSDAP.

## Geschichte und Struktur
Der Gau entstand bereits 1922/23 unter dem Mathematikprofessor, Druckerei- und Zeitungsbesitzer (Norddeutscher Beobachter) Vahlen, doch kam es zu vielen Streitigkeiten. Das Gebiet entsprach dem des Reichstagswahlkreises 6 Pommern. Der Gau umfasste die preußische Provinz Pommern mit Vor- und Hinterpommern. Dem Parteigau stand ab dem 16. Mai 1933 auf der staatlichen Ebene der Reichsstatthalter für Preußen und Pommern, Hermann Göring, gegenüber. Am 30. Juli 1934 wurde aber der Gauleiter auch zum Oberpräsidenten der Provinz ernannt, womit die Grenzen zwischen Partei und Staat verschwammen. Die Hauptstadt des Gaues war Stettin (Gauleitung: Landeshaus, Eingang Schubert-Straße).
Zum 1. Oktober 1938 wurden die Grenzen der preußischen Provinz Pommern neu gezogen: Die Provinz Grenzmark Posen-Westpreußen wurde aufgelöst und mit den meisten Kreisen als neuer Regierungsbezirk Grenzmark Posen-Westpreußen mit Sitz in Schneidemühl in die Provinz Pommern integriert. Zusätzlich wurden der Landkreis Arnswalde und Landkreis Friedeberg aus der Provinz Brandenburg sowie die pommerschen Kreise Landkreis Dramburg und Landkreis Neustettin in den neuen Regierungsbezirk eingegliedert.
Gauleiter waren
- Theodor Vahlen (ab November 1923 bis zum Verbot; 22. Februar 1925 – 1. Mai 1927)
  - Stellvertreter Fritz Lejeune (1923–1927)
- Walther von Corswant (1. Mai 1927 – 1. April 1931)
  - Stellvertreter Robert Schulz (17. Mai 1927 – 1. Januar 1931)
- Wilhelm Karpenstein (April 1931 – 21. Juli 1934; abgesetzt im Zusammenhang mit dem sog. Röhm-Putsch)
  - Stellvertreter Otto Hergt (1931–1934)
  - Stellvertreter Max Tietböhl (2. Stellv., April 1933–?)
- Franz Schwede (ab 1934 Schwede-Coburg; 21. Juli 1934 – 1945)
  - Stellvertreter Robert Schulz (1934 übergangsweise)
  - Stellvertreter Artur Kauffmann (August 1934 – November 1936; abgesetzt wegen Skandal)
  - Stellvertreter Paul Simon (August 1937 – 1945)

Vahlen stand den linksnationalsozialistischen Gebrüdern Otto und Gregor Strasser nahe und wurde deshalb von Adolf Hitler 1927 endgültig entmachtet. Gauleiter Schwede brachte aus Coburg viele Mitarbeiter mit, die Funktionen im Gau übernahmen: Arno Fischer als Landesbaurat, Kuno Popp als Gaupropagandaleiter und Leiter der Landesstelle Pommern des Reichsministeriums für Volksaufklärung und Propaganda, Alfred Seidler als Gauschatzmeister, Johannes Künzel als Gauobmann der Deutschen Arbeitsfront, Emil Mazuw als Stabsführer des SS-Abschnitts XIII und Werner Faber als Stettiner Oberbürgermeister. Aus Sachsen kam Kurt Martius, von 1934 bis 1938 Gauamtsleiter des Amts für Kommunalpolitik. Der Präsident der IHK Stettin Erwin Fengler wurde Gauwirtschaftsberater. Eine Gauführerschule bestand in Wartin bei Casekow. Der NS-Lehrerbund verfügte über ein Schulungslager in Misdroy.
Schwede-Coburgs Ehrgeiz fiel dadurch auf, dass er die Euthanasie vor der Aktion T4 bereits selbstständig in Gang setzte und seinen Gau 1940 als ersten für „judenfrei“ erklärte. Seine Aufgabe als Reichsverteidigungskommissar erfüllte er 1944/45 nur durch viele Durchhalteparolen.

## Einzelbelege
1. ↑  Kindersoldaten, in: Die Zeit 2014/13